# 淄川区
淄川区是中国山东省淄博市所辖的一个市辖区。位於淄博市中部，南鄰博山區，西接濟南市章丘區，北與周村、張店、臨淄三區相連，東傍青州市，東南與臨朐、沂源兩縣接壤，总面积为960平方公里。區人民政府駐般陽路街道般陽路35號。

## 行政区划
淄川区下辖4个街道办事处、9个镇：
般阳路街道、松龄路街道、钟楼街道、将军路街道、昆仑镇、岭子镇、西河镇、龙泉镇、寨里镇、罗村镇、洪山镇、双杨镇和太河镇。
其中，钟楼街道委托淄川经济技术开发区管理。

## 人口
根据第七次全国人口普查结果，现将2020年11月1日零时我区常住人口的基本情况公布如下：全区常住人口为614158人。与2010年第六次全国人口普查的670748人相比，十年共减少56590人，下降8.44%，年平均增长率为-0.88%。

## 交通
- 205国道、 309国道过境。

## 历史沿革
淄川城又名龟城。旧淄川县志曾经根据传说记载：县城在建设时，东南天空有祥云闪现，施工者挖掘城壕时，果然挖出一只乌龟，人称神龟，这就是般阳古城又名“龟城”的来历。明弘治十四年（1501年），淄川知县杨武再修城时，按其传说，把旧城依据地形规划建设为龟型。西南为首，四门为足，预备仓为腹，按照龟纹形状设有东西、南北向街道，般水向北、向西环城入孝水，四门外护城河围城而流，东北隅为尾。又隔数十年后，知县鲁惠于正德十四年又对城池维修，挖出小乌龟数十个，这更神化了“龟城”的传说。前几年在留仙湖清淤时，又从湖里挖出了三只大龟，再一次验证“龟城”传说的真实性。
淄川之地，夏商为青州之域，秦属齐郡。西汉初建般阳县，南北朝·元嘉五年（公元428 年）为贝丘县。隋·开皇十八年（公元598年）为淄川县， 唐初置淄川郡。宋置淄川郡属京东东路。元设般阳路，治所在淄川城。明初设般阳府，洪武九年（1376年）升淄川县为淄川州，洪武十年（1377年）又改为淄川县，属济南府。清沿明制。辛亥革命后，废府设道，淄川县属济南道。民国17年（1928年）撤道，民国20年（1931年）县辖十路改为九区。1948年3月，淄川县全境解放，辖11个区。1955年4月，淄川县制撤销，原县境内建立杨寨、洪山、昆仑3 个区。1956年2月，撤销昆仑、杨寨两区，设淄川区。1958年4月，洪山区撤销，归淄川区。

## 历任领导[4]
| 时间      | 姓名           | 职务     |
| --------- | -------------- | -------- |
| 1971-1973 | 张铭钦         | 区委书记 |
| 1973-1974 | 孙卓云         | 区委书记 |
| 1974-1975 | 姜新民         | 区委书记 |
| 1975-1978 | 宋天林         | 区委书记 |
| 1978-1981 | 战金林         | 区委书记 |
| 1981-1984 | 夏元圣         | 区委书记 |
| 1984-1985 | 刘建业         | 区委书记 |
| 1985-1988 | 常志钧         | 区委书记 |
| 1988-1995 | 傅景鸿         | 区委书记 |
| 1995-1997 | 陈家金         | 区委书记 |
| 1997-2001 | 岳经一         | 区委书记 |
| 2001-2004 | 马英川         | 区委书记 |
| 2004-2006 | 吴翠云（女）   | 区委书记 |
| 2006-2006 | 王树槐         | 区委书记 |
| 2006-2008 | 阎西国         | 区委书记 |
| 2008-2010 | 丛锡钢         | 区委书记 |
| 2010年5月 | 白平和（援藏） | 区委书记 |
| 2010-至今 | 杨洪涛         | 区委书记 |

## 民族状况
淄川区以汉族人口居多，少数民族主要有回族、满族、蒙古族、黎族、佤族、壮族、苗族、朝鲜族、锡伯族等，少数民族中又以回族最多，其中岭子镇为回族集中的聚居区。

## 淄川教育
淄川区内有市属中学一处，淄博第四中学，有区属中学淄川第一中学和般阳中学。
淄川金城中学

## 淄川传说
李诡祖
财神节